# Nisibistum kaisanum
Nisibistum kaisanum là một loài bọ cánh cứng trong họ Cerambycidae.